# Basket-ball aux Jeux africains de 2011
Navigation
Édition précédente Édition suivante
Les épreuves de basket-ball aux Jeux africains de 2011 ont lieu à Maputo, au Mozambique, en septembre 2011. Deux tournois sont au programme, un féminin remporté par le Sénégal et un masculin remporté par le Nigeria. 

## Tournoi féminin

### Classement final
| Place              | Équipe        |
| ------------------ | ------------- |
| Médaille d'or      | Sénégal       |
| Médaille d'argent  | Angola        |
| Médaille de bronze | Nigeria       |
| 4                  | Mozambique    |
| 5                  | Côte d'Ivoire |
| 6                  | Kenya         |
| 7                  | Rwanda        |
| 8                  | Algérie       |
| 9                  | Cameroun      |
| 10                 | RD Congo      |
| 11                 | Zimbabwe      |
| 12                 | Mali          |

## Tournoi masculin

### Classement final
| Place              | Équipe         |
| ------------------ | -------------- |
| Médaille d'or      | Nigeria        |
| Médaille d'argent  | Mozambique     |
| Médaille de bronze | Angola         |
| 4                  | Algérie        |
| 5                  | Égypte         |
| 6                  | Cap-Vert       |
| 7                  | Rwanda         |
| 8                  | Côte d'Ivoire  |
| 9                  | Mali           |
| 10                 | Afrique du Sud |

## Médaillés
| Épreuve | Or | Argent | Bronze |
| ------- | --- | --- | --- |
| Hommes  | Nigeria Abdullahi Kuso Abubakar Usman Azuoma Dike Ejike Ugboaja Emmanuel Ekpete Ibrahim Yusuf Jayson Obazuaye Orseer Ikyaator Olumide Oyedeji Solomon Tat Stanley Gumut | Mozambique Amarildo Matos Armando Baptista Augusto Matos Custódio Muchate David Canivete Fernando Mandlate Octávio Magoliço Pio Matos Samora Mucavel Sérgio Macuácua Stélio Nuaila Sílvio Letela  | Angola Abdel Gomes Adolfo Quimbamba Bráulio Morais Felizardo Ambrósio Hélder Ortet Hermenegildo Santos Islando Manuel Mayzer Alexandre Miguel Kiala Paulo Santana Roberto Fortes Vladimir Ricardino |
| Femmes  | Sénégal Adji Ndiaye Aida Fall Aminata Nar Diop Astou Traoré Awa Doumbia Aya Traoré Mame Diodio Diouf Mame-Marie Sy-Diop Ndeye Fall Ndèye Ndiaye Ndèye Sène Oumoul Sarr  | Angola Ângela Cardoso Astrida Vicente Catarina Camufal Cristina Matiquite Felizarda Jorge Fineza Eusébio Luísa Tomás Luzia Simão Nacissela Maurício Nadir Manuel Nguendula Filipe Sónia Guadalupe | Nigeria Adeola Wylie Aisha Mohammed Chinyere Ibekwe Grace Okonkwo Helen Ogunjimi Henrietta Ugochukwu Joyce Ekworomadu Nkechi Akashili Olayinka Sanni Rashidat Sadiq Rosalyn Gold-Onwude Sarah Ogoke |